# Christian Lacroix
Christian Marie Marc Lacroix, född 16 maj 1951 i Arles, Bouches-du-Rhône, Frankrike, är en fransk modeskapare. Han öppnade sitt haute couture-modehus 1987.
Lacroix anlitade fotomodellen Vlada Roslyakova för sin vinterkollektion 2007.
Modehuset begärde sig i konkurs 2009 som följd av lågkonjunkturen.